# Mareridt
Mareridt (с дат. — «Кошмар») — второй полноформатный альбом проекта Myrkur. Был выпущен 15 сентября 2017 года на лейбле Relapse Records. Выходу альбома предшествовал выпуск трёх синглов: «Måneblôt», «Ulvinde» и «De tre piker». На песню «Ulvinde» был снят клип. Альбом получил положительные оценки от музыкальных критиков.

## Создание альбома
После выпуска своего дебютного полноформатного альбома M Бруун гастролировала по США и Европе, выступив в том числе на фестивалях Hellfest, Graspop и Wacken Open Air. Домой в Данию Бруун вернулась вымотанной. Её стали мучить кошмары, случались эпизоды сонного паралича. Она вспоминала: «Я пережила один из худших периодов в своей жизни. Я боялась спать». Пребывание на природе, плавание и другие занятия, которые обычно помогали ей сосредоточиться, ситуацию не улучшали. Чтобы справиться с кошмарами, она стала записывать в блокнот все детали и символы снов, а также использовала их как источник вдохновения для своей музыки. Многие песни были написаны на небольшом струнном инструменте в лесу недалеко от её дома, поскольку природа тоже вдохновляла её.
В июле 2017 года был выпущен сингл «Shadows of Silence» в рамках Decibel Flexidisc series, в состав альбома она не вошла. Трек стал первой песней Бруун на английском языке.

## Запись и продюсирование
Альбом был записан в двух студиях — «Avast! Recording Company» в Сиэтле и «Black Tornado» в Копенгагене. Партии струнных и народных инструментов были записаны за две недели в Копенгагене, затем остальные инструменты записывались в Сиэтле. Бруун принесла в студию 50 песен, которые с помощью продюсера Рэндалла Данна превратились в 11 треков, вошедших в стандартную версию альбома (15 в делюкс-версии). При создании альбома был использован широкий спектр музыкальных инструментов, включая скрипку, орган, никельхарпу и мандолу, многие партии на которых Бруун сыграла самостоятельно. Данн также пригласил для записи Аарона Уивера из Wolves in the Throne Room, который исполнил «подавляющее большинство» барабанных партий. Ещё одной гостьей стала Челси Вулф, она приняла участие в записи двух треков, один из которых вошёл в основной альбом, а второй стал бонусным.

## Восприятие
| Совокупная оценка | Совокупная оценка |
| Источник          | Оценка            |
| ----------------- | ----------------- |
| Metacritic        | 80/100            |
| Оценки критиков   |                   |
| Источник          | Оценка            |
| AllMusic          | [ 8 ]             |
| Decibel           | 8/10              |
| Metal Hammer      | 9/10              |
| Metal Injection   | 5,5/10            |
| Metallian         | 5/6               |
| Paste             | 8,3/10            |
| Sputnikmusic      | [ 13 ]            |
| Terrorizer        | 8/10              |

Рейтинг на агрегаторе Metacritic составил 80/100 («в целом положительный») на основе 5 рецензий.

## Список композиций
| №                   | Название                           | Длительность |
| ------------------- | ---------------------------------- | ------------ |
| 1.                  | «Mareridt»                         | 3:24         |
| 2.                  | «Måneblôt»                         | 3:33         |
| 3.                  | «The Serpent»                      | 4:04         |
| 4.                  | «Crown»                            | 4:56         |
| 5.                  | «Elleskudt»                        | 4:22         |
| 6.                  | «De tre piker»                     | 3:12         |
| 7.                  | «Funeral» (при участии Челси Вулф) | 3:00         |
| 8.                  | «Ulvinde»                          | 4:24         |
| 9.                  | «Gladiatrix»                       | 2:51         |
| 10.                 | «Kætteren»                         | 2:11         |
| 11.                 | «Børnehjem»                        | 2:22         |
| Общая длительность: | Общая длительность:                | 38:19        |

| №                   | Название            | Длительность |
| ------------------- | ------------------- | ------------ |
| 12.                 | «Death of Days»     | 3:29         |
| Общая длительность: | Общая длительность: | 41:48        |

| №                   | Название                             | Длительность |
| ------------------- | ------------------------------------ | ------------ |
| 13.                 | «Kvindelil» (при участии Челси Вулф) | 3:15         |
| 14.                 | «Løven»                              | 4:02         |
| 15.                 | «Himlen Blev Sort»                   | 3:08         |
| Общая длительность: | Общая длительность:                  | 52:04        |

| №                   | Название            | Длительность |
| ------------------- | ------------------- | ------------ |
| 16.                 | «Två Konungabarn»   | 3:36         |
| Общая длительность: | Общая длительность: | 55:40        |

## Участники записи

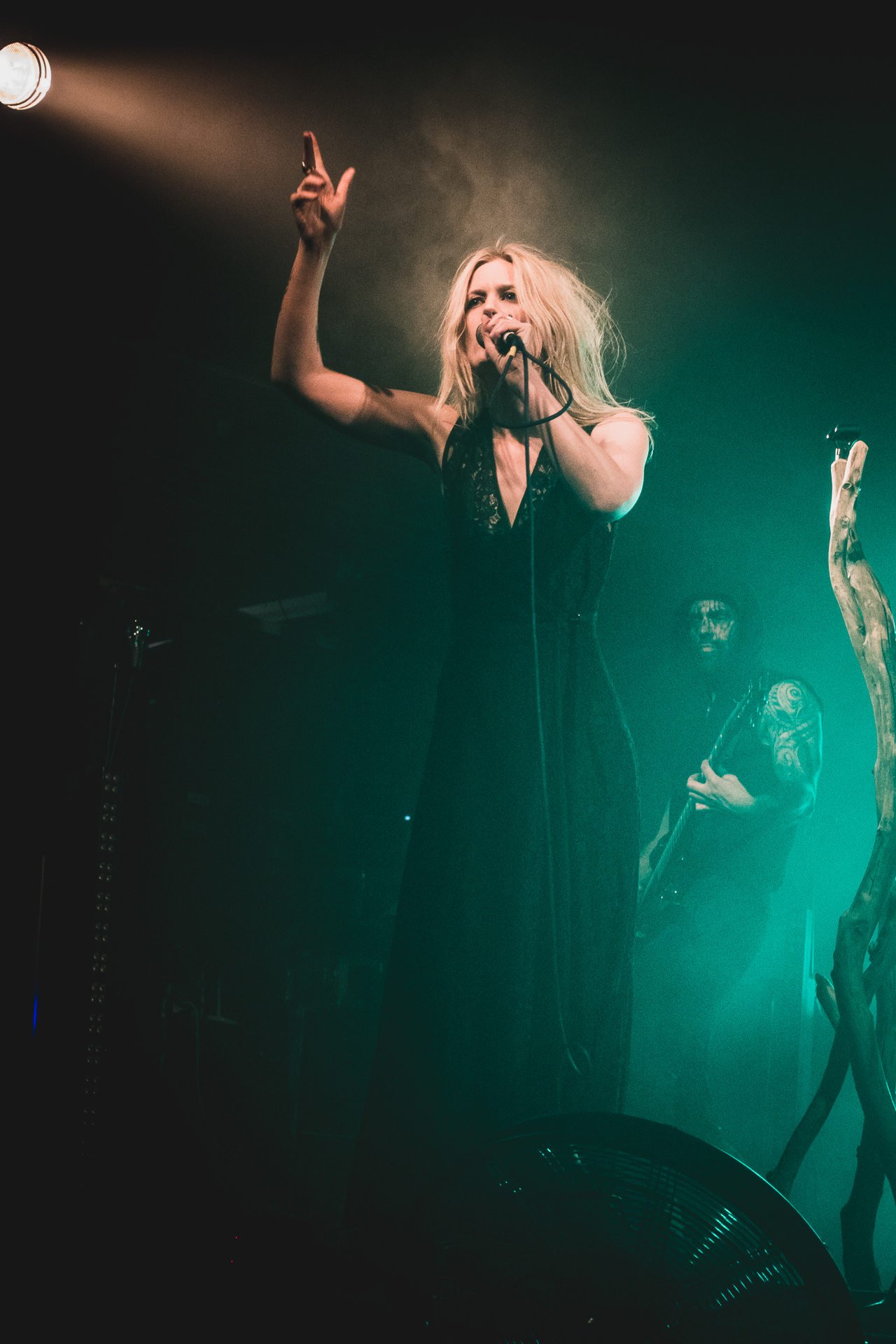
Концерт Myrkur в лондонском клубе Heaven в ноябре 2017

- Амалия Бруун — вокал, фортепиано, никельхарпа, скрипка, гитара, перкуссия, синтезаторы, орган
- Челси Вулф — вокал и гитара (треки 7 и 13)
- Бен Чисхолм — гитара, программирование (трек 13)
- Уильям Хейс — гитара
- Андреас Люнге — гитара, бас
- Оле Лук — акустическая гитара (трек 15)
- Эбби Блэкуэлл — контрабас
- Аарон Уивер — барабаны, перкуссия
- Брэд Моуэн — барабаны и перкуссия (трек 7)
- Мария Франц — перкуссия
- Рэндал Данн — синтезаторы
- Кристофер Юль — варган, перкуссия, мандола
- Веслемёй Ольде Хейердал — хор
- Ида Сандберг Моцфельдт — хор

## Чарты
| Чарт (2017)                            | Наивысшая позиция |
| -------------------------------------- | ----------------- |
| Бельгия/Фландрия (Ultratop)            | 47                |
| Бельгия/Валлония (Ultratop)            | 150               |
| Нидерланды (Album Top 100)             | 172               |
| Германия (Offizielle Top 100)          | 89                |
| Великобритания (UK Albums Chart)       | 91                |
| США (Billboard Top Heatseekers Albums) | 4                 |
| США (Billboard Independent Albums)     | 21                |
| США (Billboard Top Tastemaker Albums)  | 20                |